# محمد عبد القادر كرف
محمد عبد القادر كرف هو شاعر سوداني ولد في مدينة الكرفاب عام 1920 بالولاية الشمالية، وتوفي في أم درمان عام 1989.

## تعليمه
تلقى مراحله التعليمية الأولى في شمالي السودان، ثم التحق بمعهد أم درمان العلمي ونال فيه شهادة العالمية، وتخرج معلمًا في معهد بخت الرضا.
عمل معلمًا للغة العربية طوال حياته.
كان عضوًا لندوة الطيب السراج العلمية، وعضوًا في اتحاد الأدباء.

## أشعاره
له قصائد نشرت في عدد من الصحف السودانية، منها: صحيفة الصحافة ، وله ديوان مخطوط.
شاعر تقليدي، نظم في المديح والوصف، وله مقطوعات هجائية وقصائد في بعض المناسبات، تمكن من لغته العربية فكشفت قصائده عن قدراته في تطويعها، وتوظيفها لخدمة أغراضه ومعانيه، فجاءت سلسة قريبة من متلقيها بعيدة عن المهجور منها، «اشتهر كرف بتضلعه في اللغة العربية وهو حجة في علوم العربية جمعاء، ورغم خلفيته الدينية فإن في شعره انطلاقًا وحرية وفي غزله رقة ولطفًا، وقد التزم في شعره بالأوزان والقوافي التقليدية، وله موقف معلن من الشعر الحديث (شعر التفعيلة والمرسل)».